# Pianosonate nr. 4 (Beethoven)
De Pianosonate nr. 4' in Es majeur, opus 7, is de vierde pianosonate van Ludwig van Beethoven. Opmerkelijk is dat deze sonate geen onderdeel uitmaakt van een set, hetgeen gebruikelijk was. De sonate heeft bovendien een bijzonder lange duur: ze duurt meer dan 25 minuten, in die tijd eveneens ongebruikelijk. Lange tijd werd het stuk de bijnaam Die verliebte gegeven, hoewel deze benaming niet van de componist zelf kwam.
De sonate is als volgt opgebouwd:
1. Allegro molto e con brio: Het eerste deel is geschreven in de klassieke sonatevorm, die echter grootser dan gewoonlijk werd opgevat: zo merken we na het tweede thema nog een boel muzikaal materiaal alvorens de codetta begint.
2. Largo, con gran espressione: een uitermate breed en langzaam deel, met veel stiltes tussen akkoorden in sterk contrasterende dynamiek.
3. Allegro: Hier duikt het typische scherzo op, met veel dartele sprongen en een vrolijke melodie. Valt na het tweede deel meteen op door z'n beweeglijkheid.
4. Rondo, poco allegretto e grazioso: afsluitende rondo

Met opusnummer 7 is deze sonate een van de vroege werken van Beethoven. Ze kan aldus qua stijl nog tot het classicisme worden gerekend, hoewel de strikte vormgeving stilaan weinig plaats moet beginnen te maken voor de emotionele achtergrond. Na deze sonate zou Beethoven zich weer aan een reeks van drie wijden (nrs. 5,6,7), de achtste sonate is dan de bekende Pathétique.

## Muziek
|  |                                                  |
|  | Deel 1: Allegro molto e con brio (download·info) |

1. f, opus 2-1
2. A, opus 2-2
3. C, opus 2-3
4. Es, opus 7 (Grand Sonata)
5. c, opus 10-1
6. F, opus 10-2
7. D, opus 10-3
8. c, opus 13 (Pathétique)
9. E, opus 14-1

1. G, opus 14-2
2. Bes, opus 22
3. As, opus 26 (Dodenmars)
4. Es, opus 27-1 (Quasi una fantasia)
5. cis, opus 27-2 (Mondschein)
6. D, opus 28 (Pastorale)
7. G, opus 31-1

1. d, opus 31-2 (Sturm)
2. Es, opus 31-3
3. g, opus 49-1
4. G, opus 49-2
5. C, opus 53 (Waldstein)
6. F, opus 54
7. f, opus 57 (Appassionata)
8. Fis, opus 78 (À Thérèse)

1. G, opus 79
2. Es, opus 81a (Les adieux)
3. e, opus 90
4. A, opus 101
5. Bes, opus 106 (Hammerklavier)
6. E, opus 109
7. As, opus 110
8. c, opus 111